# Kalimeang
Kalimeang is een bestuurslaag in het regentschap Cirebon van de provincie West-Java, Indonesië. Kalimeang telt 3438 inwoners (volkstelling 2010).